# Рыбах, Ладислаус
Ласло Рыбах, Ладислаус Рыбах (венг. Rybach László, нем. Ladislaus Rybach; род. 1 апреля 1935, Шопрон) — швейцарский геофизик венгерского происхождения.
Родился в семье железнодорожника. Начал учиться игре на фортепиано в 11 лет. Окончив школу в 1953 году, продолжил образование в своём родном городе как инженер-геофизик, занимался в том числе под руководством Миклоша Венделя. Одновременно учился в городской музыкальной школе, дебютировал как композитор с её оркестром, юношеские сочинения Рыбаха получили одобрительную оценку Лео Вайнера.
В 1956 году принял участие в Венгерском восстании в своём городе и после его подавления бежал на Запад, обосновавшись в Швейцарии. Окончил Цюрихский политехнический институт (1959) как инженер-геолог с дипломной работой, основанной на измерении радиоактивности в Альпах. Одновременно изучал дирижирование в Цюрихской консерватории, в 1961 году дебютировал с любительским оркестром. В 1962 году защитил в Цюрихе диссертацию по геологии, работал над разведкой залежей урана в Альпах. В 1964 году выиграл Безансонский международный конкурс молодых дирижёров в номинации для музыкантов без профессионального дирижёрского образования. В 1965—1966 гг. научный сотрудник Университета Райса в США, затем вернулся в Швейцарию.
С 1973 г. работал в области изучения возможностей использования геотермальной энергии. Под редакцией Рыбаха и Патрика Маффлера вышел важный для отрасли сборник статей и материалов «Геотермальные системы» (англ. Geothermal systems: principles and case histories; 1981). В 1980—2000 гг. профессор Цюрихского политехнического института, заведовал группой геофизических и радиометрических исследований. Работал в ряде международных организаций, с 2007 г. занимал должность президента Международной геотермальной ассоциации.
Иностранный член Венгерской академии наук (1990), почётный член Венгерского геофизического общества. Почётный доктор Будапештского университета (2006).
Сын, Мануэль Рыбах, — один из руководителей банка Credit Suisse, управляющий директор Всемирного экономического форума.